# Adolf von Hildebrand
Adolf von Hildebrand (Marburgo, 6 de outubro de 1847 — Munique, 18 de janeiro de 1921) foi um escultor alemão, autor de "O Problema da Forma na Pintura e Escultura", obra que influenciou historiadores da arte como Heinrich Wölfflin.
Foi pai do teólogo Dietrich von Hildebrand.

## Vida
Filho do professor de economia de Marburg Bruno Hildebrand. Estudou na Academia de Belas Artes de Nuremberg, com Kaspar von Zumbusch na Academia de Munique e com Rudolf Siemering em Berlim. A partir de 1873 ele viveu em Florença, no Mosteiro de São Francisco, um mosteiro secularizado do século XVI. Amigo de Hans von Marées, ele projetou o cenário arquitetônico para os murais do pintor na biblioteca do Instituto Alemão de Zoologia Marinha de Nápoles (1873). Ele passou uma quantidade significativa de tempo em Munique depois de 1889, executando uma fonte monumental lá, a Wittelsbacher Brunnen. Ele é conhecido por cinco fontes urbanas monumentais e pelo monumento Bismarck em Bremen, inaugurado em 1910.
Hildebrand trabalhou em uma tradição neoclássica e expôs suas teorias artísticas em seu livro Das Problem der Form in der Bildenden Kunst ("O problema da forma na pintura e escultura"), publicado em 1893. 
Ele foi enobrecido pelo rei da Baviera em 1904.

## Família
Em 1877 ele se casou com Irene Schäuffelen. Eles eram pais da pintora Eva, Elizabeth, da escultora Irene Georgii-Hildebrand, Sylvie, Bertele e do teólogo católico Dietrich von Hildebrand.

## Opinião crítica
Em 1917, o escultor americano, crítico conservador e autor Lorado Taft, enquanto lamentava a direção em que a escultura alemã estava se movendo, descreveu Hildebrand como:
"Um mestre da velha escola e tradição florentina, cujo exemplo tem sido um constante evangelho de bom gosto e sanidade. Ainda hoje, quando o mundo inteiro foi atrás de falsos deuses, sua influência continua a ser sentida e eu me pergunto se o fato de que no meio desta revolução a escultura alemã, por mais fantástica que seja, permanece essencialmente escultura, não se deve em grande parte à longa vida preceito e prática deste admirável representante do ofício."